# Kang Min-Hyuk (bádminton)
Kang Min-Hyuk (en hangul: 강민혁, 17 de febrero de 1999) es un deportista surcoreano que compite en bádminton. Ganó una medalla de oro en el Campeonato Mundial de Bádminton de 2023, en la prueba de dobles.

## Palmarés internacional
| Campeonato Mundial | Campeonato Mundial     | Campeonato Mundial | Campeonato Mundial |
| Año                | Lugar                  | Medalla            | Prueba             |
| ------------------ | ---------------------- | ------------------ | ------------------ |
| 2023               | Copenhague (Dinamarca) | Medalla de oro     | Dobles             |